# North York Centre (Toronto Subway)

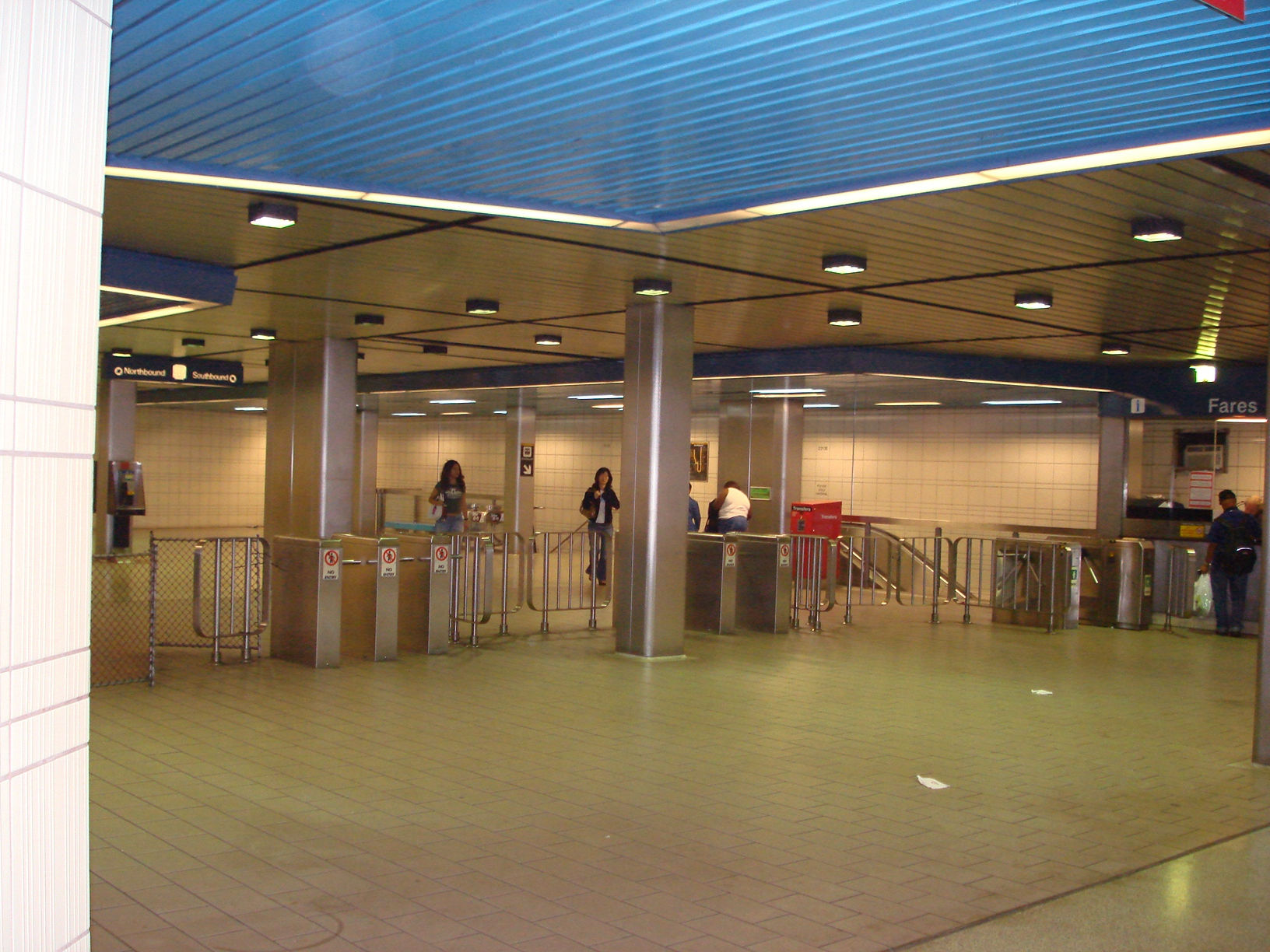
Verteilerebene

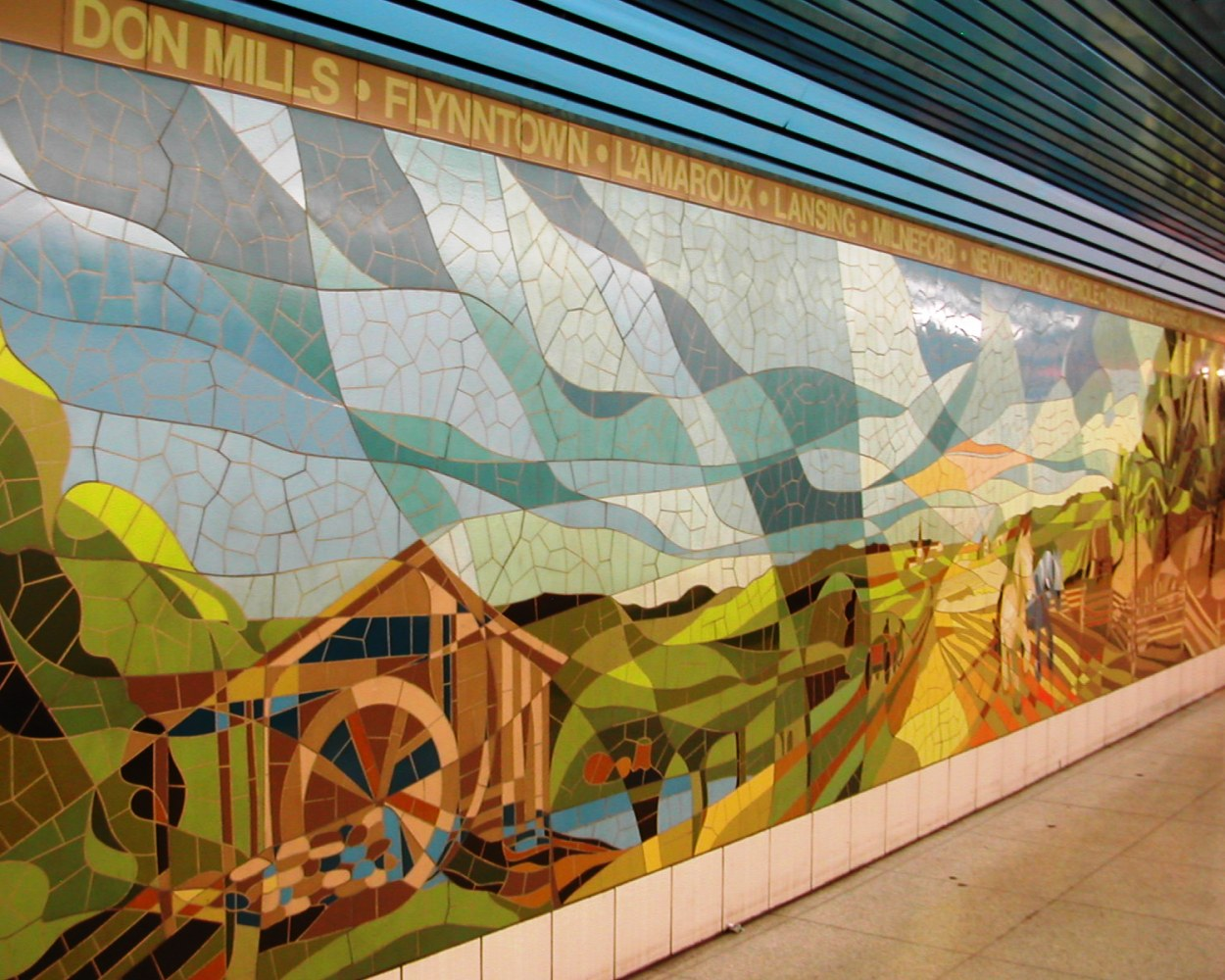
Wandbild Top of the North

North York Centre ist eine unterirdische U-Bahn-Station in Toronto. Sie liegt an der Yonge-University-Linie der Toronto Subway, an der Kreuzung von Yonge Street, Home Avenue und Empress Avenue. Die Station besitzt Seitenbahnsteige und täglich von durchschnittlich 25.380 Fahrgästen genutzt (2018). Es kann zu einer Buslinie der Toronto Transit Commission (TTC) umgestiegen werden.
Der Abschnitt zwischen York Mills und Finch war zwar bereits 1974 eröffnet worden, doch existierte an dieser Stelle noch keine Station. Die damals eigenständige Stadt North York erlebte dank dem Anschluss an die U-Bahn einen rasanten Aufschwung und begann durch die gezielte Ansiedlung von öffentlichen Einrichtungen und Bürohochhäusern das Gebiet zwischen Sheppard Avenue und Finch Avenue zum eigentlichen Stadtkern auszubauen. Bürgermeister Mel Lastman überzeugte die TTC von der Notwendigkeit, nachträglich eine neue U-Bahn-Station zu errichten. Die Bauarbeiten begannen im September 1985, wobei diese hauptsächlich während der nächtlichen Betriebspausen durchgeführt werden mussten, um den Zugverkehr nicht zu behindern. Schließlich erfolgte am 18. Juni 1987 die Eröffnung.
Beide Bahnsteige werden durch Wandbilder von Nicholas und Susana Graven verziert. Sie bestehen aus über 5.000 glasierten Keramikziegeln und stellen in abstrakter Weise Szenerien von North York im 19. Jahrhundert dar. Top of the North zeigt eine Mühle und Bauern in den 1850er Jahren, Traffic at Yonge and Sheppard den Postkutschen- und Pferdefuhrwerkverkehr in den 1860er Jahren.